# مداخله روسیه در جنگ داخلی سوریه
مداخله نظامی روسیه در جنگ داخلی سوریه در ۳۰ سپتامبر ۲۰۱۵ و پس از درخواست کمک نظامی از جانب دولت سوریه به منظور مقابله با مخالفین و شورشیان در سوریه به‌طور رسمی آغاز شد. این مداخله شامل حمله هوایی روسیه علیه مخالفان حکومت سوریه و داعش است. پیش از این مداخله نقش روسیه به عنوان متحد دولت سوریه در این جنگ عمدتاً شامل تسلیح نیروی زمینی سوریه بود.

## حمله با کروزهای دوربرد
صبح روز ۷ اکتبر مقامات روسی اعلام کردند که چهار کشتی جنگی این کشور در دریای خزر ۲۶ موشک کروز از نوع ۳ام۱۴-تی کالیبر ان‌کا به مواضع داعش در سوریه شلیک کرده و همگی به اهداف خود برخورد کرده‌اند. این موشک‌ها در مسیر ۱۵۰۰ کیلومتری خود از آسمان ایران و عراق گذاشتند. اما منابع آمریکایی از سقوط حداقل چهار موشک در خاک ایران خبر دادند و رسانه‌های محلی ایران خبر از سقوط اشیای پرنده‌ای در شهرستان‌های تکاب و سقز دادند. چندی بعد از شایعه، روسیه مستندات خود را منتشر نمود که باعث شد این شایعه بدون هیچ عذرخواهی از فهرست خبرهای رسانه‌های آمریکایی، حذف شود. خبرگزاری‌های روسیه این اعمال و ایجاد شایعات را جنگ رسانه‌ای خوانده و با آن به شدت مقابله کردند. همچنین روسیه چند مرتبه دیگر از انواع این موشک که از زمین و زیردریایی قابل شلیک است در جنگ داخلی سوریه با موفقیت استفاده نموده‌است.
حامیان اسرائیل اعلام کرده‌اند که این کشور اطلاعات جاسوسی خود از گروه‌های مخالف بشار اسد را در اختیار روسیه قرار خواهد داد تا به عملیات نظامی روسیه علیه داعش کمک کند. سیپی لیونی وزیر خارجه سابق اسرائیل حتی خواستار همکاری مستقیم اسرائیل با ایران و حزب‌الله لبنان در جنگ با داعش شده‌است.